# 福岑卡斯唐根山
福岑卡斯唐根山（德語：Fotzenkarstange）是奧地利的山峰，位於該國西部，由蒂羅爾州負責管轄，屬於奧茨塔爾阿爾卑斯山脈的一部分，處於上蓋格山東南面1.8公里，海拔高度3,024米。